# كريستوفر كوك (ملحن)
كريستوفر كوك (بالإنجليزية: Christopher Cook)‏ هو ملحن أمريكي، ولد في 1962.